# Anita Garbo
Anita Garbo, artiestennaam van Anita Ferrari, is een Brits-Italiaanse zangeres die in 1977 drie singles uitgebracht heeft, waarvan alleen Miracles een hit werd.
Garbo is de dochter van een Italiaanse vader en Engelse moeder en opgegroeid in Birmingham. Toen ze daar in een nachtclub optrad werd ze ontdekt door de Zweedse producent Jan Olafssen die met haar de studio indook. Het eerste nummer werd Miracles, een cover van het instrumentale nummer Miracles (A Mini Epic) dat een jaar eerder door de groep Oppo werd uitgebracht als ondersteuning van een commercial voor auto's. De versie van Garbo lijkt sterk - en volgens Olafssen was dat toeval - op de muziek van Sparks. De strijkers op het nummer zijn gearrangeerd door E.L.O.-voorman Jeff Lynne, met wie Garbo destijds een relatie had. Het nummer behaalde de elfde positie in de Nederlandse Top 40 en plek 12 in de Vlaamse Ultratop 50.
Behalve Miracles, op het EMI-label, bracht Garbo nog twee singles uit, beide op het Nederlandse label Papillon (een dochtermaatschappij van Basart Records), Mean Mean Man en Race with the Devil. Hierna vertrok ze uit de spotlights.

## Discografie

### Singles
- Miracles (EMI, 1977)
- Mean Mean Man (Papillon, 1977)
- Race with the Devil (Papillon, 1977)

### Nederlandse Top 40
| Single met eventuele hitnotering(en) in de Nederlandse Top 40 | Datum van verschijnen | Datum van binnenkomst | Hoogste positie | Aantal weken | Opmerkingen |
| ------------------------------------------------------------- | --------------------- | --------------------- | --------------- | ------------ | ----------- |
| Miracles                                                      |                       | 14-05-1977            | 11              | 6            |             |

### NPO Radio 2 Top 2000
Van Anita Garbo stond alleen Miracles in 2000 in de NPO Radio 2 Top 2000, op plek 1725.